# Brompton (Londra)
Brompton è un quartiere della città di Londra, situato nel Borgo di Kensington e Chelsea. Fino alla seconda parte del XIX secolo, Brompton era una zona ben distinta, costituita da diversi villaggi a sud-est di quello Kensington. Per via del processo di urbanizzazione della capitale britannica, oggigiorno i suoi confini non sono più ben distinti ma il termine viene ancora utilizzato per definire quell'area che comprende le stazioni di South Kensington, Gloucester Road e West Bromtpon della metropolitana di Londra. La stazione di Brompton Road, attiva fra il 1906 e il 1934 e poi chiusa a seguito dell'ampliamento e ristrutturazione di Knightsbridge, prendeva il nome dal quartiere.
Essendo una zona abbastanza affluente della capitale, diversi attori, scrittori e artisti vi hanno avuto dimora, come ad esempio Agatha Christie. Vi ha sede il noto cimitero che è anche un Parco Reale di Londra.

## Etimologia
Brompton prende il nome dalla ginestra (anche conosciuta come broom in inglese), che una volta era rigogliosa in questa zona. L'emblema del borgo di Kensington e Chelsea ha infatti un piccolo fiore di ginestra per richiamare al quartiere.